# Fort Drum
Fort Drum és una concentració de població designada pel cens dels Estats Units a l'estat de Nova York. Segons el cens del 2000 tenia 12.123 habitants.

## Demografia
Segons el cens del 2000, Fort Drum tenia 12.123 habitants, 2.253 habitatges, i 2.203 famílies. La densitat de població era de 185,2 habitants per km².
Dels 2.253 habitatges en un 75,3% hi vivien nens de menys de 18 anys, en un 91,9% hi vivien parelles casades, en un 4,3% dones solteres, i en un 2,2% no eren unitats familiars. En el 2% dels habitatges hi vivien persones soles el 2% de les quals corresponia a persones de 65 anys o més que vivien soles. El nombre mitjà de persones vivint en cada habitatge era de 3,33 i el nombre mitjà de persones que vivien en cada família era de 3,36.
Per edats la població es repartia de la següent manera: un 24,9% tenia menys de 18 anys, un 37,5% entre 18 i 24, un 36% entre 25 i 44, un 1,5% de 45 a 60 i un 0,1% 65 anys o més.
L'edat mediana era de 22 anys. Per cada 100 dones de 18 o més anys hi havia 235,4 homes.
La renda mediana per habitatge era de 31.699 $ i la renda mediana per família de 31.202 $. Els homes tenien una renda mediana de 19.779 $ mentre que les dones 19.401 $. La renda per capita de la població era de 13.395 $. Entorn del 6,3% de les famílies i el 6,2% de la població estaven per davall del llindar de pobresa.